# 沈君高
沈君高（532年—578年），字季高，吳興人，南陳官员。
沈君高的祖父沈僧畟是南梁左民尚書；父親沈巡和陳霸先交好，在太清年間擔任東陽太守，侯景平定後得梁元帝徵任為少府卿，之後荊州失陷，被西梁蕭詧任用為代理金紫光祿大夫；兄長太子少傅、望蔡縣侯沈君理。沈君高年少知名，個性剛直，有當官的才能，因為家世早就到達清要显达的官位，歷任太子舍人、太子洗馬、太子中舍人、陳頊司空府從事中郎、廷尉卿。
太建元年（569年），南陳東部水災，百姓饥饿疲惫，朝廷任命沈君高為貞威將軍、吳縣縣令，很快就除授太子中庶子、尚書吏部郎、衛尉卿。之後他外任宣遠將軍、長沙王陳叔堅的長史、南海太守，行廣州事。朝廷打算將他的女兒嫁給長沙王為王妃，但他推辭了，於是再次擔任衛尉卿。太建八年（576年），詔授沈君高為持節、都督廣等十八州諸軍事、寧遠將軍、平越中郎將、廣州刺史。嶺南俚人、僚人世代互相伐，他作為文职沒有武才，推心置腹地安抚兩族人，令人民和睦。太建十年（578年）他在任內去世，虛歲四十七，贈散騎常侍，諡祁子。

## 引用
1. 1 2  《陳書·卷二十三·列傳第十七》：沈君理字仲倫，吳興人也。祖僧畟，梁左民尚書。父巡，素與高祖相善，梁太清中為東陽太守。侯景平後，元帝徵為少府卿。荊州陷，蕭詧署金紫光祿大夫。……君理第六弟君高，字季高，少知名，性剛直，有吏能。以家門外戚，早居清顯，歷太子舍人、洗馬、中舍人、高宗司空府從事中郎、廷尉卿。
2. 1 2 3  《南史·卷六十八·列傳第五十八》：沈君理字仲倫，吳興人也。祖僧畟，梁左戶尚書。父巡，元帝時位少府卿。魏平荊州，梁宣帝署金紫光祿大夫。……君理弟君高、君公。君高字季高，少知名，性剛直，有吏能。位衛尉卿，平越中郎將、都督、廣州刺史，甚得人和。卒，諡祁子。
3. ↑  《陳書·卷二十三·列傳第十七》：太建元年，東境大水，百姓飢弊，乃以君高為貞威將軍、吳令。尋除太子中庶子、尚書吏部郎、衛尉卿。出為宣遠將軍、平南長沙王長史、南海太守，行廣州事。以女為王妃，固辭不行，復為衛尉卿。八年，詔授持節、都督廣等十八州諸軍事、寧遠將軍、平越中郎將、廣州刺史。嶺南俚、獠世相攻伐，君高本文吏，無武幹，推心撫御，甚得民和。十年，卒于官，時年四十七。贈散騎常侍，諡曰祁子。

## 延伸阅读
[在维基数据编辑]
 《陳書/卷23》，出自姚思廉《陳書》